# Хонконг Сентръл Харбърфронт Съркит
Хонконг Сентръл Харбърфронт Съркит (Hong Kong Central Harbourfront Circuit) е градска писта, разположена на улиците на Хонконг.
Предназначена е за стартове от календара на Формула Е. Дълга е 1,86 км и има 10 завоя. Разположена е в близост до пристанището Виктория. Първият старт на пистата е на 9 октомври 2016 г.

## Победители
| Година | Победител         | Отбор              | Време (Об.)      | Най-бърза обиколка | Пол позишън       | Дата       |
| ------ | ----------------- | ------------------ | ---------------- | ------------------ | ----------------- | ---------- |
| 2016   | Себастиен Буеми   | Рено е.дамс        | 53:13.298 (45)   | Феликс Розенквист  | Нелсиньо Пикет    | 9 октомври |
| 2017   | Сам Бърд          | DS Върджин Рейсинг | 1:17:10.486 (43) | Жером Д'Амброзио   | Жан-Ерик Верн     | 2 декември |
| 2017   | Феликс Розенквист | Махиндра Рейсинг   | 50:05.084 (45)   | Лукас ди Граси     | Феликс Розенквист | 3 декември |